# Gokujō!! Mecha Mote Iinchō
Gokujō!! Mecha Mote Iinchō (極上！！めちゃモテ委員長) é um mangá shōjo escrito por Tomoko Nishimura, e publicado entre 2006 até 2012 na Shogakukan. O mangá foi adaptado em anime que teve 51 episódios realizados pelo estúdio SynergySP, exibidos entre 2009 pela TV Tokyo. O anime teve uma segunda temporada de 51 episódios, dos quais 12 são um resumo dos últimos 3-4 episódios com cenas anteriores em live-action. A série inspirou um jogo para Nintendo DS e um jogo de cartas publicado pela Konami.

## Enredo
Mimi Kitagami é uma estudante do ensino médio cujo objetivo é se tornar a melhor presidente do conselho estudantil de sua escola, mas se apaixona por um dos três meninos indisciplinados sob seu cuidado. Mimi é bonita, bem sucedida, mas não é vaidosa e pelo contrário, sempre tenta dar o melhor de si para ajudar seus colegas de classe.
Durante a série Mimi se concentra em ajudar as meninas em seus problemas cotidianos, como a ser bonita, na estética, nas roupas, no amor e na autoconfiança.

## Mangá
A série é dividida em vários arcos narrativos que mede cerca de seis meses cada um em pré-publicação na revista Ciao. Para cada um deles, o título da série é ligeiramente alterado pela adição de uma nova palavra para o início do título. 
1. Gokujō!! Mecha Mote Iinchō (極上！！めちゃモテ委員長) (Ciao: de janeiro a junho de 2006)
2. Motto Gokujō!! Mecha Mote Iinchō (もっと極上！！めちゃモテ委員長) (Ciao: de julho a novembro de 2006)
3. Yappa Gokujō!! Mecha Mote Iinchō (やっぱ極上！！めちゃモテ委員長) (Ciao: de janeiro a junho de 2007)
4. Datte Gokujō!! Mecha Mote Iinchō (だって極上！！めちゃモテ委員長) (Ciao: de julho de 2007 a fevereiro de 2008)
5. Gutto Gokujō!! Mecha Mote Iinchō (ぐっと極上！！めちゃモテ委員長) (Ciao: de abril a novembro de 2008)
6. Gu-gutto Gokujō!! Mecha Mote Iinchō (ぐぐっと極上！！めちゃモテ委員長) (Ciao: de dezembro de 2008 - atualmente)

## Anime

### Produção
A heroína da série, Mimi Kitagami, é dublada pela ídolo japonês Mana Ogawa, vocalista da banda Canary Club dentro do Nice Girl Project! do produtor Tsunku. Na linha de projeto Tsukishima Kirari starring Kusumi Koharu (Morning Musume) para a série anterior Kilari, Mana Ogawa incorpora também a personagem Mimi Kitagami deixando sob o nome dos discos, que servem como a abertura para a série, com o primeiro grupo MM Gakuen Gasshōbu criado para a ocasião com outros membros da Nice Girl Project!, pois tanto Kitagawa Mimi (CV Ogawa Mana) with MM Gakuen Gasshōbu. Ryo Oshima, Ryutaro Abe e Tomohiro Watanabe, os três seiyū, formado por meninos que estão em seu grupo lateral MM3 para interpretar alguns temas finas da série. Tsunku, produtor de Mana Ogawa e autor das canções da série, foi convidado para dublar o personagem de um professor de música. Risako Sugaya do grupo Berryz Kobo também interpreta uma personagem na série, a Himuro Ibu, e grava o encerramento da série sob o nome Ibu Himuro (CV Sugaya Risako / Berryz Kōbō), conforme consta no "double face A" do single Oshare My Dream de Kitagawa Mimi.

### Temas
Temas de abertura
1. Temporada 1, episódios 01 ao 27 : Mecha Mote I Love You (cantada por MM Gakuen Gasshōbu).
2. Temporada 1, episódios 28 ao 43 : Daisuki ni Nare! (cantada por Kitagawa Mimi (CV Ogawa Mana) with MM Gakuen Gasshōbu).
3. Temporada 1, episódios 44 ao 51 : Genki ni Nare! (cantada por Kitagawa Mimi (CV Ogawa Mana) with MM Gakuen Gasshōbu).
4. Temporada 2, episódios 52 ao 78 : Kimi ga Shuyaku Sa! (cantada por Kitagawa Mimi (CV Ogawa Mana) with MM Gakuen Gasshōbu).
5. Temporada 2, episódios 79 ao 101 : Oshare My Dream (cantada por Kitagawa Mimi (CV Ogawa Mana) with MM Gakuen Gasshōbu).

Temas de encerramento
1. Temporada 1, episódios 01 ap 13 : Kirei ni Naritai (cantada por MM Gakuen Gasshobu).
2. Temporada 1, episódios 14 ao 27 : Mecha Mote! Summer (cantada por MM Gakuen Gasshōbu).
3. Temporada 1, episódios 28 ao 39 : Kokoro Kimi ni Todoke (cantada por MM3).
4. Temporada 1, episódios 40 ao 43 : Genki ni Nare! (cantada por Kitagawa Mimi (CV Ogawa Mana) with MM Gakuen Gasshōbu).
5. Temporada 1, episódios 44 ao 51 : Mote Recchi Song (cantada por Kitagawa Mimi (CV Ogawa Mana) with MM Gakuen Gasshōbu).
6. Temporada 2, episódios 52 ao 63 : Kono Te no Naka ni (cantada por MM3).
7. Temporada 2, episódios 64 ao 78 : Mecha Mote Tai! (cantada por Kitagawa Mimi (CV Ogawa Mana) with MM Gakuen Gasshōbu).
8. Temporada 2, episódios 79 ao 101 :  Elegant Girl (cantada por Ibu Himuro (CV Sugaya Risako / Berryz Kōbō).